# Bahrain Ministry Of Interior Tennis Challenger 2025 - Doppio
Il doppio del torneo di tennis professionistico Bahrain Ministry Of Interior Tennis Challenger 2025, facente parte della categoria Challenger 125 nell'ambito dell'ATP Challenger Tour 2025, si è giocato dal 10 al 16 febbraio a Manama, in Bahrain. Sergio Martos Gornés e Petros Tsitsipas erano i detentori del titolo ma solo Martos Gornés aveva scelto di partecipare in coppia con Victor Vlad Cornea.
In finale Vitaliy Sachko e Beibit Zhukayev hanno sconfitto Ivan Liutarevich e Luca Sanchez con il punteggio di 6–4, 6–0.

## Teste di serie
1. Victor Vlad Cornea /  Sergio Martos Gornés (quarti di finale)
2. Jeevan Nedunchezhiyan /  Vijay Sundar Prashanth (semifinali)

1. Vasil Kirkov /  Bart Stevens (semifinali)
2. Blake Bayldon /  Matthew Romios (primo turno)

## Wildcard
1. Nicolai Budkov Kjær /  Viktor Durasovic (quarti di finale)

1. Benoît Paire /  Yusuf Qaed (primo turno)

## Ranking protetto
1. Saketh Myneni /  Colin Sinclair (primo turno)

## Alternate
1. Adrian Andreev /  Filip Cristian Jianu (primo turno)

## Tabellone

### Legenda
| - Q = Qualificato - WC = Wild card - LL = Lucky loser | - ALT = Alternate - SE = Special Exempt - PR = Protected Ranking | - w/o = Walkover - r = Ritirato - d = Squalificato |

|  | Primo turno | Primo turno                    | Primo turno                    | Primo turno | Primo turno |  |  | Quarti di finale | Quarti di finale              | Quarti di finale              | Quarti di finale              | Quarti di finale              |   |     | Semifinali | Semifinali                     | Semifinali                     | Semifinali                    | Semifinali                    |   |   | Finale | Finale | Finale | Finale | Finale |  |
|  |             |                                |                                |             |             |  |  |                  |                               |                               |                               |                               |   |     |            |                                |                                |                               |                               |   |   |        |        |        |        |        |  |
|  | 1           | VV Cornea S Martos Gornés      | VV Cornea S Martos Gornés      | 6           | 7           |  |  |                  |                               |                               |                               |                               |   |     |            |                                |                                |                               |                               |   |   |        |        |        |        |        |  |
|  | WC          | B Paire Y Qaed                 | B Paire Y Qaed                 | 2           | 65          |  |  | 1                | VV Cornea S Martos Gornés     | 7                             | 3                             | [4]                           |   |     |            |                                |                                |                               |                               |   |   |        |        |        |        |        |  |
|  |             | F Sun A Wang                   | F Sun A Wang                   | 3           | 5           |  |  |                  | V Sachko B Zhukayev           | 64                            | 6                             | [10]                          |   |     |            |                                |                                |                               |                               |   |   |        |        |        |        |        |  |
|  |             | V Sachko B Zhukayev            | V Sachko B Zhukayev            | 6           | 7           |  |  |                  |                               |                               |                               |                               |   |     |            | V Sachko B Zhukayev            | 7                              | 64                            | [10]                          |   |   |        |        |        |        |        |  |
|  | 3           | V Kirkov B Stevens             | V Kirkov B Stevens             | 6           | 7           |  |  |                  |                               | 3                             | V Kirkov B Stevens            | 61                            | 7 | [4] |            |                                |                                |                               |                               |   |   |        |        |        |        |        |  |
|  |             | N Mejía Y Uchiyama             | N Mejía Y Uchiyama             | 1           | 63          |  |  | 3                | V Kirkov B Stevens            | V Kirkov B Stevens            | 6                             | 6                             |   |     |            |                                |                                |                               |                               |   |   |        |        |        |        |        |  |
|  | WC          | N Budkov Kjær V Durasovic      | 5                              | 6           | [10]        |  |  | WC               | N Budkov Kjær V Durasovic     | N Budkov Kjær V Durasovic     | 1                             | 3                             |   |     |            |                                |                                |                               |                               |   |   |        |        |        |        |        |  |
|  | Alt         | A Andreev FC Jianu             | 7                              | 2           | [7]         |  |  |                  |                               |                               |                               |                               |   |     |            | Vitaliy Sachko Beibit Zhukayev | Vitaliy Sachko Beibit Zhukayev | 6                             | 6                             |   |   |        |        |        |        |        |  |
|  |             | A Chandrasekar R Ho            | A Chandrasekar R Ho            | 64          | 3           |  |  |                  |                               |                               |                               |                               |   |     |            |                                |                                | Ivan Liutarevich Luca Sanchez | Ivan Liutarevich Luca Sanchez | 4 | 0 |        |        |        |        |        |  |
|  |             | I Liutarevich L Sanchez        | I Liutarevich L Sanchez        | 7           | 6           |  |  |                  | I Liutarevich L Sanchez       | I Liutarevich L Sanchez       | 6                             | 7                             |   |     |            |                                |                                |                               |                               |   |   |        |        |        |        |        |  |
|  |             | FC Alcantara P Isaro           | FC Alcantara P Isaro           | 6           | 6           |  |  |                  | FC Alcantara P Isaro          | FC Alcantara P Isaro          | 2                             | 5                             |   |     |            |                                |                                |                               |                               |   |   |        |        |        |        |        |  |
|  | 4           | B Bayldon M Romios             | B Bayldon M Romios             | 4           | 3           |  |  |                  |                               |                               |                               |                               |   |     |            | I Liutarevich L Sanchez        | I Liutarevich L Sanchez        | 6                             | 7                             |   |   |        |        |        |        |        |  |
|  |             | M Kukuškin N Moreno de Alboran | M Kukuškin N Moreno de Alboran | 4           | 2           |  |  |                  |                               | 2                             | J Nedunchezhiyan VS Prashanth | J Nedunchezhiyan VS Prashanth | 3 | 65  |            |                                |                                |                               |                               |   |   |        |        |        |        |        |  |
|  |             | C Broom A Dougaz               | C Broom A Dougaz               | 6           | 6           |  |  |                  | C Broom A Dougaz              | C Broom A Dougaz              | 6                             | r                             |   |     |            |                                |                                |                               |                               |   |   |        |        |        |        |        |  |
|  | PR          | S Myneni C Sinclair            | S Myneni C Sinclair            | 4           | 61          |  |  | 2                | J Nedunchezhiyan VS Prashanth | J Nedunchezhiyan VS Prashanth | 6                             |                               |   |     |            |                                |                                |                               |                               |   |   |        |        |        |        |        |  |
|  | 2           | J Nedunchezhiyan VS Prashanth  | J Nedunchezhiyan VS Prashanth  | 6           | 7           |  |  |                  |                               |                               |                               |                               |   |     |            |                                |                                |                               |                               |   |   |        |        |        |        |        |  |